# 学校法人浪工学園
学校法人浪工学園（がっこうほうじんなみこうがくえん）とは、日本の学校法人の一つ。大阪府摂津市に本部を置く。
1951年に学校法人中山学園として認可され、1995年に学校法人中山浪工学園と改称。2009年には学校法人浪工学園と改称した。

## 所在地
大阪府摂津市三島3丁目5-36

## 理事長
和泉愼次

## 設置校
- 星翔高等学校
- 星翔中学校

※登記上では星翔中学校を設置していることになっているが、実際は2018年現在に至るまで未だ開校されていない

## 沿革
- 1940年3月30日 - 財団法人浪速学園認可
- 1944年7月 - 財団法人中山学園と改称
- 1951年3月 - 学校法人中山学園に変更認可
- 1995年4月1日 - 学校法人中山浪工学園と改称
- 2009年4月1日 - 学校法人浪工学園と改称

## 学校法人名の由来と変遷
当初名称として制定された「中山学園」は、中山製鋼所により学園が設置されたことに由来している。
理事長も中山製鋼所の創業者で当時の社長であった中山悦治が務めた。その後も中山製鋼所社長（当時）の中山育雄や中山総業社長（当時）の中山雄治などが理事長を歴任した。
1995年に設置学校の名称が星翔高等学校に変更するのに伴い、卒業生等からの強い要望を踏まえて、旧校名である浪速工業高等学校の略称「浪工」を学園名に組み入れて「学校法人中山浪工学園」とした。
その後、2008年の創立70周年を契機に学園名を改称する計画が浮上。運営陣一新による過去からの脱却を進めるため、最終的には学校法人名から中山を外し、「学校法人浪工学園」とし現在に至る。